# تلتر
تلتر (به انگلیسی: Toltar) یک منطقهٔ مسکونی در پاکستان است که در گلگت-بلتستان واقع شده‌است.